# Russische Rugby-League-Nationalmannschaft
Die russische Rugby-League-Nationalmannschaft, auch bekannt unter ihrem Spitznamen The Bears, vertritt Russland auf internationaler Ebene in der Sportart Rugby League. 2000 nahm das Team an der Rugby-League-Weltmeisterschaft teil.

## Geschichte
Die Bears wurden 1991 ins Leben gerufen und traten in ihrem ersten Länderspiel (6:26 gegen Frankreich) noch unter der Flagge der Sowjetunion an. 2000 gelang die erste und bislang einzige Qualifikation für ein WM-Turnier, doch gegen Australien, England und Fidschi schied man nach drei hohen Niederlagen chancenlos aus. 2008 erfolgte durch einen 80:0-Sieg über den Libanon der bislang höchste Sieg in der russischen Länderspielgeschichte.